# کمونیسم ملی
کمونیسم ملی به اشکال از سیاست‌های مختلفی گفته می‌شود که در آن کمونیسم توسط رهبران کشورهای مختلف با استفاده از اشکال ملی‌گرایی یا هویت ملی برای شکل‌دادن سیاستی مستقل از انترناسیونالیسم کمونیستی به تصویب رسیده یا اجرا شده است. کمونیسم ملی برای توصیف جنبش‌ها و رژیم‌هایی بکار می‌رود که سعی در ایجاد یک نوع کاملاً منحصر به فرد کمونیسم بر اساس شرایط ملی و نه پیروی از سیاست‌های تعیین شده توسط سایر ملل کمونیست مانند اتحاد جماهیر شوروی دارند. در هر دولت، امپراتوری یا وابستگی مستقل، رابطه بین طبقه و ملت ویژگی‌های خاص خود را داشت. کمونیست‌های اوکراینی واسیل شاخرایی و مازلاخ و سپس سلطان گالی اف مسلمان، منافع دولت بلشویکی روسیه را در تضاد با منافع ملی کشورهای خود می‌دانستند. رژیم‌های کمونیستی که تلاش کرده‌اند سیاست‌های خارجی و داخلی مستقل و مغایر با منافع اتحاد جماهیر شوروی را دنبال کنند، به عنوان نمونه‌هایی از «کمونیسم ملی» توصیف شده است، اما این شکل از کمونیسم ملی با رژیم‌ها یا جنبش‌های کمونیستی که شعارهای ناسیونالیستی را در بر می‌گیرند متفاوت است. به عنوان مثال می‌توان به یوسیپ بروز تیتو و جهت مستقل او که یوگسلاوی را از اتحاد جماهیر شوروی دور کرد، کمونیسم لیبرال ضد شوروی ایمره نادی ، سوسیالیسم الکساندر دوبژک با چهره ای انسانی و کمونیسم یانوش کادار اشاره کرد.
رژیم‌های کمونیستی که سعی کرده‌اند با تلفیق آرمان‌های کمونیستی / سوسیالیستی و ناسیونالیسم، نوع کمونیسم خود را دنبال کنند، به عنوان «کمونیست ملی» توصیف شده‌اند. اینها شامل جمهوری سوسیالیستی رومانی به رهبری نیکولای چائوسسکو، کمپوچیای دمکراتیک به رهبری پول پوت و کره شمالی تحت سلطه جوچه است.
کمونیسم همان‌طور که کارل مارکس و فریدریش انگلس تصور می‌کردند قرار بود بسیار بین‌المللی باشد زیرا انتظار می‌رفت که پرولتاریا انترناسیونالیسم درگیری طبقاتی را بسیار بالاتر از ناسیونالیسم به عنوان اولویت طبقه کارگر قرار دهد. ناسیونالیسم به عنوان ابزاری تلقی می‌شد که بورژوازی از آن برای تقسیم و اداره پرولتاریا (ناسیونالیسم بورژوایی) استفاده می‌کرد. در حالی که نفوذ کمونیسم بین‌الملل از اواخر قرن نوزدهم تا دهه ۱۹۲۰ بسیار شدید بود، دهه‌های پس از آن - آغاز با سوسیالیسم در یک کشور و پیشرفت به جنگ سرد و جنبش عدم تعهد، کمونیسم ملی را به یک واقعیت سیاسی بزرگتر تبدیل کرد.

## مانیفست کمونیست (۱۸۴۸)
در طول دهه دهه ۱۸۴۰، کلمه «کمونیست» برای توصیف کسانی که از چپ‌گرای باشگاه ژاکوبن انقلاب فرانسه به عنوان نیاکان عقیدتی خود استقبال می‌کردند، مورد استفاده عمومی قرار گرفت. در سال ۱۸۴۷، اتحادیه کمونیست در لندن تأسیس شد. اتحادیه از کارل مارکس و فردریک انگلس خواست که مانیفست کمونیست را تهیه کنند، که بعدها توسط اتحادیه به تصویب رسید و در سال ۱۸۴۸ منتشر شد. مانیفست کمونیست شامل تعدادی دیدگاه در مورد نقش ملت در اجرای مانیفست بود. در مقدمه اشاره شده است که مانیفست کمونیست از اروپاییان از ملل مختلف بوجود آمده است که در لندن گرد هم می‌آیند تا دیدگاه‌ها، اهداف و گرایش‌های مشترک خود را منتشر کنند. سپس فصل اول بحث می‌کند که چگونه ظهور بورژوازی منجر به جهانی شدن و جایگاه مسائل ملی شده است:
به جای خواسته‌های قدیمی، که از تولید کشور راضی است، خواسته‌های جدیدی پیدا می‌کنیم که برای رضایت آنها محصولات سرزمین‌ها و آب و هوای دور نیاز دارد. به جای انزوای محلی و ملی قدیمی و خودکفایی، ما از هر جهت، وابستگی متقابل جهانی ملل، رابطه برقرار می‌کنیم.
همان‌طور که کشور را به شهرها وابسته کرده است، کشورهای بربر و نیمه بربر را نیز به کشورهای متمدن، کشورهای دهقان به ملتهای بورژوازی، شرق به غرب وابسته کرده است. [. . .] مبارزه پرولتاریا با بورژوازی گرچه ماهیتاً وجود ندارد، اما در شکل، در ابتدا یک مبارزه ملی است. پرولتاریای هر کشور البته باید قبل از هر چیز امور را با بورژوازی خودش حل و فصل کند.
ماکسیم رودینسون در مارکسیسم و جهان اسلام موارد زیر را
مارکسیسم کلاسیک، برای یک بار وفاداری به خود مارکس، فرض می‌کند که یک دولت سوسیالیست نمی‌تواند امپریالیستی باشد. اما هیچ مدرکی برای تأیید این پایان‌نامه ارائه نشده است.
به گفته رومن روزدولسکی: وقتی مانیفست می‌گوید که کارگران" هیچ کشوری ندارند، این مربوط به دولت ملی بورژوازی است، نه به ملیت به معنای قومی. کارگران "هیچ کشوری ندارند"، زیرا به گفته مارکس و انگلس، آنها باید دولت ملی بورژوازی را به عنوان دستگاهی برای سرکوب خود بدانند و پس از دستیابی به قدرت، به همین ترتیب از لحاظ سیاسی هیچ کشوری نخواهند داشت، از آنجا که دولتهای ملی سوسیالیست جداگانه فقط یک مرحله انتقالی در راه جامعه بدون طبقه و بدون دولت آینده خواهند بود، زیرا ساخت چنین جامعه ای احتمالاً فقط در مقیاس بین‌المللی است.

## استفاده‌ها
میلووان جیلاس این اصطلاح را در کلاس جدید خود (۱۹۵۷) رواج داد: "هیچ شکل واحدی از کمونیسم [...] به غیر از کمونیسم ملی به هیچ وجه وجود ندارد. برای حفظ خود باید ملی شود ". چند سال قبل، مانابندرا روی کمونیست سابق خاطرنشان کرد: "کمونیسم در آسیا اساساً ملی گرایی است که قرمز رنگ شده است". آنتون پانکوک کمونیست چپ و سلطنت طلب روسی نیکلاس اوستریالوف و واسیلی شولگین در سال ۱۹۲۰ اظهار داشتند که روسها برای اولین بار کمونیسم را "ملی" کردند. آنها بدین ترتیب توجه داشتند که بلشویک‌ها از نظر ساختار و ایدئولوژیک با سایر احزاب سوسیال دموکرات اروپا چقدر تفاوت دارند و این واقعیت است که حزب بلشویک ولادیمیر لنین (از جناح چپ حزب سوسیال دموکرات دموکرات کار روسیه تشکیل شده است) اولین حزب ملی کمونیست در نظر گرفته شود. در مارس ۱۹۱۸، لنین نام حزب خود را به حزب کمونیست روسیه تغییر داد. کمونیسم ملی همچنین به جریانات کمونیستی غیرروسی که در امپراتوری تزاری سابق پس از به دست گرفتن قدرت لنین در اکتبر ۱۹۱۷ بوجود آمدند و رژیمهای مختلف کمونیستی که پس از سال ۱۹۴۵ در سایر نقاط جهان ظهور کردند اشاره دارد.
در پی همتایان روسی خود، سوسیالیست‌های چپ در اوکراین و مناطق مسلمان نشین امپراتوری تزاری سابق نیز انواع متمایز کمونیسم را ایجاد کردند که تا سال ۱۹۲۸ در اتحاد جماهیر شوروی ادامه داشت. انواع اوکراینی و مسلمان به‌طور خاص در دو نکته با یکدیگر متفاوت هستند. مسلمانان معتقد بودند که سرنوشت انقلاب جهانی نه به وقایع آسیا و نه به اروپا بستگی دارد. آنها همچنین استدلال کردند که اتحاد با بورژوازی ملی در طول جنگ آزادی ضروری است. تقسیمات طبقاتی باید نادیده گرفته می‌شد، در غیر این صورت بورژوازی ملی با آزادی و همبستگی با همتایان شاهنشاهی خود از آزادی ملی دور می‌شد و بنابراین سقوط نهایی هرگونه مبارزه انقلابی و آزادی ملی را تضمین می‌کرد. در نوع مسلمان آن، ترکیبی از ملی‌گرایی، کمونیسم و آنارشیسم و همچنین دین بود. کمونیستهای مسلمان شامل افرادی از گروه‌های پیش از انقلاب روسیه بودند که از سال ۱۹۱۷ تا ۱۹۲۰ به حزب بلشویک روسیه پیوستند؛ برخی از آنها بعداً نارکومنات تحت نظر کمیسار خلق ژوزف استالین بودند .
اصطلاح «کمونیسم ملی» توسط تعداد کمی از فاشیست‌های فرانسوی مانند، پیر کلمنتی (سیاستمدار) سیاستمدار اهل این کشور، پذیرفته شد. حزب ملی-کمونیست فرانسه بین سالهای ۱۹۳۴–۱۹۴۴ وجود داشت و از یک پلتفرم «ملی کمونیست» که به خاطر شباهتهای آن با فاشیسم شناخته می‌شود، حمایت می‌کرد و یهودستیزی نژادی را رواج می‌داد. این گروه همچنین به دلیل تحریک در حمایت از ملی‌گرایی پان اروپایی و ضرب و شتم، حفظ روابط در آلمان نازی و والونی مورد توجه قرار گرفت. بعداً حزب «ملی-کمونیست» را از نام خود حذف کرد و نام خود را به «حزب ملی-جمع گرای فرانسه» تغییر داد.
حزب موربا یک حزب در کشور سیاسی اندونزی بود که خود را کمونیست ملی اعلام کرد، هربرت فیث، مشخصات این حزب را "ملی گرایی افراطی و رادیکالیسم اجتماعی مسیحی (که ناخوشایند بودن آن فقط با خفیف تئوری مارکسیست و لنینیست مورد ادعا قرار گرفت) عنوان کرد، این حز یک ارگ" اپوزیسیون "بود، سیاست خودداری از شناخت دشواریهای عملی دولتها.

## در اوکراین
در سال ۱۹۱۸، کتاب Do Khvyli (ترجمه شده به انگلیسی در مورد اوضاع فعلی در اوکراین، ص. Potichnyj ed. (1970))، نوشته شده توسط کمونیستهای اوکراینی Serhii Mazlaakh و Vasyl 'Shakrai، آنچه را سلطه روسیه بر آنها می‌دید به چالش کشید. پیشروان کمونیستهای اوکراین، یعنی سوسیال دموکرات‌های چپ‌گرایی اوکراینی در مارس ۱۹۱۹ تلاش کردند تا خیزش گسترده ضد بلشویکی را که در آن زمان در اوکراین آغاز شد، هدایت کنند، اما نتوانستند کنترل یک منطقه قابل کنترل و تحت سلطه خود را بدست آورند. نیروهای اصلی نظامی آنها تحت فرماندهی دنیلو زلنی تا ژوئیه ۱۹۱۹ شکست خورد. در مواجهه با حمله موفقیت‌آمیز آنتون دنیکین، آنها تصمیم گرفتند که فعالیت نظامی خود را متوقف کنند و به عنوان یک شر کمتر با بلشویک‌ها متحد شوند. در ژانویه ۱۹۲۰، آنها حزب کمونیست اوکراین را تشکیل دادند که حاکمیت کمونیست روسیه بر اوکراین شوروی را به رسمیت شناخت، اما از تمرکز اداری، فرهنگی، سیاسی، حزبی و اقتصادی بلشویکی انتقاد کرد. آنها در نامه ای که در آن سال به انترناسیونال سوم ارسال کردند، تحلیل‌های شکرایی و مازلاخ را گسترش دادند.

## در مناطق مسلمان نشین امپراتوری روسیه سابق
درگیری آشکار بین نظریه پردازان برجسته مسلمان مانند میر سعید سلطان قالی‌یئو و لنین و استالین در سال ۱۹۱۹ در دومین کنگره انترناسیونال کمونیست بر سر خودمختاری حزب کمونیست مسلمان و همچنین در کنگره مردمان شرق و کنفرانس اول آغاز شد. از کمونیست‌های خلق ترک روسیه شوروی و به‌طور قابل توجهی در کنگره دهم حزب بلشویک (آوریل ۱۹۲۱) حضور داشتند. این بحران منجر به ایحاد حزب کمونیست ترکستان در دسامبر ۱۹۲۲ و دستگیری میر سعید سلطان قالی‌یئو در ۱۹۲۳ شد. گالیف اولین عضو حزب بلشویک بود که توسط استالین دستگیر شد. دلیل اصلی دستگیری وی اظهارات وی در مورد قطعنامه‌های دوازدهم کنگره در مورد امتیازات به غیر روس‌ها بود. استالین از اینکه گالیف کنار هم قرار دادن «شوونیسم قدرت بزرگ» با «ناسیونالیسم محلی» را رد کرد، عصبانی شد. گالیف توضیح داد که واکنش به شوونیسم قدرت بزرگ، «ملی‌گرایی» نبوده و صرفاً واکنش به شوونیسم قدرت بزرگ بوده است. نه روز بعد، وی دستگیر شد.
در این مدت، سلطان اولیف، تورار ریسکولوف، نریمان نریمانف و احمد بایتورسونوف بسیار تأثیرگذار بودند، به ویژه از طریق دانشگاه کمونیستی زحمتکشان شرق که در سال ۱۹۲۱ افتتاح شد و تا زمان پاکسازی کارکنان آن در سال ۱۹۲۴ بسیار فعال بود. کمونیستکهای خارج از اتحاد جماهیر شوروی مانند مانابندرا نات روی، هنک اسنیولیت و سلطان زاده نیز در آنجا تدریس می‌کردند و مواضع سیاسی مشابهی را تدوین می‌کردند. از دانشجویان این دانشگاه می‌توان به سن کاتایاما، تان مالاکا، لیو شائوچی و هو شی مین اشاره کرد.
تصفیه بزرگ در جمهوری‌های اسلامی در سال ۱۹۲۸ با اعدام ولی ابراهیموف از حزب کمونیست تاتار و ملی فیرکا و به دنبال آن رهبران هومت، حزب کمونیست تاتار و حتی اتحادیه تاتارهای بی خدا آغاز شد. این اتفاق در آذربایجان شوروی، قزاقستان و بوخاریان جوان نیز رخ داده است.

## در رومانی
اگرچه اصطلاح «کمونیسم ملی» هرگز به‌طور رسمی توسط حزب کمونیست رومانی استفاده نشده، اما برای توصیف ایدئولوژی جمهوری سوسیالیستی رومانی بین اوایل دهه ۱۹۶۰ و ۱۹۸۹ استفاده شده است. در ابتدا گئورگی گئورگیو-دژ تأکید بر ناسیونالیسم رومانیایی را هنگام تلاش برای دنبال کردن سیاست خارجی و مستقل داخلی و مستقل از اتحاد جماهیر شوروی تأکید کرد. این اوج در سال ۱۹۶۴ هنگامی که گئورگی گئورگیو-دژ «اعلام استقلال» کرد، دست از انترناسیونالیسم کمونیستی بردارد. نیکلای چائوسسکو، جانشین گئورگی گئورگیو-دژ، با ترکیب اصول مارکسیستی-لنینیستی و آموزه‌های ملی‌گرایی راست افراطی، این امر را بیشتر توسعه داد. در سال ۱۹۷۱، چائوشسکو با اعلامیه پایان‌نامه‌های ژوئیه خود، یک انقلاب فرهنگی ملی اعلام کرد. کمونیسم ملی در رومانی پیرامون کیش شخصیتی نیکولا چائوسسکو و ایده‌آل سازی تاریخ رومانی ساخته شد که به آن پروتوکرونیزم نیز می‌گویند. بحث اصلی این اصل جنگ بی پایان و اتفاق آرا در طول دو هزار سال برای دستیابی به اتحاد و استقلال بود.
بخشی از کمونیسم ملی رومانی، بازسازی شخصیتهای تاریخی و باستانی کشور رومانی بود که قبلاً توسط رژیم کمونیستی نکوهش شده بودند. به عنوان مثال می‌توان به مورخ ملی‌گرای، نیکلای یورگا و حتی رهبر فاشیست یان آنتونسکو اشاره کرد. این چهره‌ها، علی‌رغم دیدگاه‌های قوی ضد کمونیستی، به عنوان یک میهن‌پرست رومانیایی شناخته می‌شدند.